# Wereldkampioenschappen roeien 2009
De wereldkampioenschappen roeien 2009 werden van 23 tot en met 30 augustus 2009 georganiseerd op het Maltameer in het Poolse Poznań. Het toernooi staat onder auspiciën van de Internationale Roeifederatie dat in 2005 de WK toewees aan Poznań. Er stonden 22 onderdelen op het programma: 13 voor mannen en 9 voor vrouwen. In totaal namen 338 boten (945 roeiers) deel aan de WK. Nederland bracht acht boten aan de start, België vijf.

## Medaillewinnaars

### Mannen
| Bootklasse              | Goud | Goud       | Zilver | Zilver  | Brons | Brons   |
| Skiff M1x               | Nieuw-Zeeland Mahe Drysdale | 6.33,35 WR | Verenigd Koninkrijk Alan Campbell | 6.34,30 | Tsjechië Ondřej Synek | 6.38,53 |
| Lichte skiff LM1x       | Nieuw-Zeeland Duncan Grant | 6.50,78    | Griekenland Vasileios Polymeros | 6.52,33 | Denemarken Mads Rasmussen | 6.56,25 |
| Dubbel twee M2x         | Verenigd Koninkrijk Eric Knittel Stephan Krueger                                                                                               | 6.07,02    | Frankrijk Julien Bahain Cedric Berrest | 6.07,82 | Estland Allar Raja Kaspar Taimsoo | 6.07,86 |
| Twee zonder M2-         | Nieuw-Zeeland Eric Murray Hamish Bond | 6.15,93    | Verenigd Koninkrijk Pete Reed Andrew Triggs-Hodge                                                                                               | 6.17,45 | Griekenland Nikolaos Gkountoulas Apostolos Gkountoulas | 6.23,01 |
| Twee met M2+            | Verenigde Staten Troy Kepper Henrik Rummel Marcus McElhenney                                                                                   | 6.53,58    | Tsjechië Jakub Markovicka Vaclav Chalupa jr. Oldrich Hejdusek                                                                                   | 6.54,58 | Duitsland Philipp Naruhn Florian Eichner Tim Berent | 6.55,44 |
| Lichte dubbel twee LM2x | Nieuw-Zeeland Storm Uru Peter Taylor | 6.10,62    | Frankrijk Jeremie Azou Frederic Dufour | 6.12,57 | Italië Marcello Miani Elia Luini | 6.15,09 |
| Lichte twee zonder LM2- | Frankrijk Fabien Tilliet Jean-Christophe Bette                                                                                                 | 6.29,63    | Italië Andrea Caianiello Armando Dell'Aquila | 6.31,40 | Servië Nenad Babovic Milos Tomic | 6.31,58 |
| Dubbel vier M4x         | Polen Konrad Wasielewski Marek Kolbowicz Michał Jeliński Adam Korol                                                                            | 5.38,33    | Australië Nick Hudson Jarred Bidwell David Crawshay Daniel Noonan                                                                               | 5.39,66 | Duitsland Tim Grohmann Karsten Brodowski Marcel Hacker Tim Bartels                                                                                                 | 5.39,85 |
| Vier zonder M4-         | Verenigd Koninkrijk Alex Partridge Richard Egington Alex Gregory Matt Langridge                                                                | 5.47,28    | Australië Matthew Ryan James Marburg Cameron McKenzie-McHarg Francis Hegerty                                                                    | 5.49,20 | Slovenië Tomaz Pirih Rok Rozman Rok Kolander Miha Pirih | 5.51,11 |
| Lichte dubbel vier LM4x | Italië Franco Sancassani Daniele Gilardoni Lorenzo Bertini Stefano Basalini                                                                    | 5.47,50    | Duitsland Knud Lange Lars Wichert Felix Oevermann Michael Wieler                                                                                | 5.49,89 | Denemarken Hans Christian Sørensen Christian Nielsen Rasmus Quist Andreas Ramboel                                                                                  | 5.51,67 |
| Lichte vier zonder LM4- | Duitsland Matthias Schoenemann-Finck Jost Schoenemann-Finck Jochen Kuehner Martin Kuehner                                                      | 5.50,77    | Denemarken Christian Pedersen Jens Vilhelmsen Kasper Winther Morten Jørgensen                                                                   | 5.51,02 | Polen Lukasz Pawlowski Lukasz Siemion Milosz Bernatajtys Pawel Randa                                                                                               | 5.52,70 |
| Acht M8+                | Duitsland Urs Kaeufer Gregor Hauffe Florian Mennigen Kristof Wilke Richard Schmidt Filip Adamski Toni Seifert Sebastian Schmidt Martin Sauer   | 5.24,13    | Canada Steven Vanknotsenburg Gabriel Bergen Robert Gibson Douglas Csima Malcolm Howard Andrew Byrnes James Dunaway Derek O'Farrell Mark Laidlaw | 5.27,15 | Nederland Meindert Klem Robert Lücken David Kuiper Jozef Klaassen Olivier Siegelaar Mitchel Steenman Olaf van Andel Diederik Simon Peter Wiersum                   | 5.28,32 |
| Lichte acht LM8+        | Italië Luigi Scala Davide Riccardi Livio La Padula Martino Goretti Emiliano Ceccatelli Gennaro Gallo Jiri Vlcek Bruno Mascarenhas Andrea Lenzi | 5.33,92    | Verenigde Staten John Dise Kenneth Mc Mahon Ryan Fox Andrew Diebold Anthony Fahden Matthew Muffelman James Sopko Matthew Kochem Kerry Quinn     | 5.37,15 | Nederland Thom Van Den Anker D. Van Der Bouwhuijsen Maarten Tromp Jolmer Van Der Sluis Stijn Verwey Rutger Bruil Dion Van Schie Joeri Bruschinski Ryan Den Drijver | 5.39,69 |

### Vrouwen
| Bootklasse              | Goud | Goud    | Zilver | Zilver  | Brons | Brons   |
| Skiff W1x               | Wit-Rusland Jekaterina Chodotovitsj-Karsten | 7.11,78 | Verenigd Koninkrijk Katherine Grainger | 7.13,57 | Tsjechië Mirka Knapkova | 7.16,22 |
| Lichte skiff LW1x       | Zwitserland Pamela Weisshaupt | 7.36,23 | Italië Laura Milani | 7.37,18 | Denemarken Juliane Rasmussen | 7.37,42 |
| Dubbel twee W2x         | Polen Magdalena Fularczyk Julia Michalska | 6.47,18 | Verenigd Koninkrijk Anna Bebington Annabel Vernon | 6.48,82 | Bulgarije Roemjana Nejkova Miglena Markova | 6.50,16 |
| Twee zonder W2-         | Verenigde Staten Susan Francia Erin Carfaro | 7.06,28 | Roemenië Camelia Lupascu Nicoleta Albu | 7.06,64 | Nieuw-Zeeland Emma-Jane Feathery Rebecca Scown | 7.06,94 |
| Lichte dubbel twee LW2x | Griekenland Christina Giazitzidou Alexandra Tsiavou                                                                                                   | 6.51,46 | Polen Magdalena Kemnitz Agnieszka Renc | 6.56,65 | Verenigd Koninkrijk Hester Goodsell Sophie Hosking | 6.56,67 |
| Dubbel vier W4x         | Oekraïne Svitlana Spiriukova Tetiana Kolesnikova Anastasija Kozjenkova Jana Dementjeva                                                                | 6.18,41 | Verenigde Staten Megan Walsh Stesha Carle Sarah Trowbridge Kathleen Bertko                                                                           | 6.21,54 | Duitsland Annekatrin Thiele Peggy Waleska Stephanie Schiller Christiane Huth                                                                            | 6.24,27 |
| Lichte dubbel vier LW4x | Duitsland Lena Mueller Helke Nieschlag Laura Tibitanzl Julia Kroeger                                                                                  | 6.32,91 | Verenigd Koninkrijk Stephanie Cullen Laura Greenhalgh Andrea Dennis Jane Hall                                                                        | 6.35,42 | Verenigde Staten Hillary Saeger Lindsey Hochman Stefanie Sydlik Abelyn Broughton                                                                        | 6.36,88 |
| Vier zonder W4-         | Nederland Chantal Achterberg Nienke Kingma Carline Bouw Femke Dekker                                                                                  | 6.31,34 | Verenigde Staten Amanda Polk Jamie Redman Elle Logan Esther Lofgren                                                                                  | 6.36,01 | Canada Sarah Waterfield Sandra Kisil Jennifer Tuters Emma Darling                                                                                       | 6.36,87 |
| Acht W8+                | Verenigde Staten Erin Cafaro Mara Allen Laura Larsen-Strecker Susan Francia Anna Goodale Lindsay Shoop Caroline Lind Katherine Glesner Katelin Snyder | 6.05,34 | Roemenië Roxana Cogianu Ionelia Neacsu Maria Diana Bursuc Ioana Craciun Adelina Cojocariu Nicoleta Albu Camelia Lupascu Eniko Barabas Teodora Stoica | 6.06,94 | Nederland Nienke Groen Claudia Belderbos Jacobine Veenhoven Sytske de Groot Chantal Achterberg Nienke Kingma Carline Bouw Femke Dekker Anne Schellekens | 6.07,43 |

## Medailleklassement
| Plaats | Land                | Goud | Zilver | Brons | Totaal |
| 1      | Duitsland           | 4    | 1      | 3     | 8      |
| 2      | Nieuw-Zeeland       | 4    | 0      | 1     | 5      |
| 3      | Verenigde Staten    | 3    | 3      | 1     | 7      |
| 4      | Italië              | 2    | 2      | 1     | 5      |
| 5      | Polen               | 2    | 1      | 1     | 4      |
| 6      | Verenigd Koninkrijk | 1    | 5      | 1     | 7      |
| 7      | Frankrijk           | 1    | 2      | 0     | 3      |
| 8      | Griekenland         | 1    | 1      | 1     | 3      |
| 9      | Nederland           | 1    | 0      | 3     | 4      |
| 10     | Wit-Rusland         | 1    | 0      | 0     | 1      |
| 10     | Zwitserland         | 1    | 0      | 0     | 1      |
| 10     | Oekraïne            | 1    | 0      | 0     | 1      |
| 13     | Australië           | 0    | 2      | 0     | 2      |
| 13     | Roemenië            | 0    | 2      | 0     | 2      |
| 15     | Denemarken          | 0    | 1      | 3     | 4      |
| 16     | Tsjechië            | 0    | 1      | 2     | 3      |
| 17     | Canada              | 0    | 1      | 1     | 2      |
| 18     | Bulgarije           | 0    | 0      | 1     | 1      |
| 18     | Estland             | 0    | 0      | 1     | 1      |
| 18     | Slovenië            | 0    | 0      | 1     | 1      |
| 18     | Servië              | 0    | 0      | 1     | 1      |
| Totaal | Totaal              | 22   | 22     | 22    | 66     |

Edities

1962 Luzern · 
1966 Bled · 
1970 St. Catharines · 
1974 Luzern · 
1975 Nottingham · 
1976 Villach · 
1977 Amsterdam · 
1978 Hamilton (alleen zwaar) · 
1978 Kopenhagen (alleen licht) · 
1979 Bled · 
1980 Hazewinkel · 
1981 München · 
1982 Luzern · 
1983 Duisburg · 
1984 Montréal · 
1985 Hazewinkel · 
1986 Nottingham · 
1987 Kopenhagen · 
1988 Milaan · 
1989 Bled · 
1990 Lake Barrington · 
1991 Wenen · 
1992 Montréal · 
1993 Račice · 
1994 Indianapolis · 
1995 Tampere · 
1996 Motherwell · 
1997 Aiguebelette · 
1998 Keulen · 
1999 St. Catharines · 
2000 Zagreb · 
2001 Luzern · 
2002 Sevilla · 
2003 Milaan · 
2004 Banyoles · 
2005 Gifu · 
2006 Eton · 
2007 München · 
2008 Ottensheim · 
2009 Poznań · 
2010 Hamilton · 
2011 Bled · 
2012 Plovdiv · 
2013 Chungju · 
2014 Amsterdam ·
2015 Aiguebelette ·
2016 Rotterdam ·
2017 Sarasota ·
2018 Plovdiv ·
2019 Ottensheim ·
2020 Bled ·
2021 Shanghai ·
2022 Račice ·
2023 Belgrado ·
2024 St. Catharines ·
2025 Shanghai · 
2026 Amsterdam

Onderdelen

Skiff · 
Lichte skiff · 
Dubbel twee · 
Lichte dubbel twee · 
Twee zonder · 
Lichte twee zonder · 
Twee met

Dubbel vier · 
Dubbel vier met · 
Lichte dubbel vier · 
Vier zonder · 
Lichte vier zonder · 
Vier met · 
Acht · 
Lichte acht